# Furstendömet Raigarh

Raigarhs flagga.

Furstendömet Raigarh ombildades efter den indiska självständigheten 1947 till en del av det nya distriktet Raigarh, tillsammans med furstendömena Sarangarh, Udaipur (Dharamjaigarh)  och Jashpur.